# Aeroport Juancho E. Yrausquin
L'Aeroport Juancho E. Yrausquin és l'únic aeroport de l'illa de Saba als Països Baixos del Carib. La seva pista és àmpliament reconeguda com la pista comercial més curta del món, amb una longitud de 400 m.
És un aeroport perillós, perquè a un costat hi ha roques altes, i a l'altre, la pista s'acaba amb un alt penya-segat al mar i els pilots poden ser molestats per fortes ratxes de vent. La pista només fa 400 metres de llarg. L'aeroport està tancat oficialment, però es pot utilitzar amb un permís especial de les autoritats i només es pot visitar amb avions petits, com el Twin Otter. Winair opera diversos vols diaris a les illes veïnes. El vol a l'aeroport internacional Princess Juliana de Sint Maarten dura 12 minuts.